# Madagaskargräsfågel
Madagaskargräsfågel (Bradypterus seebohmi) är en fågel i familjen gräsfåglar inom ordningen tättingar.

## Utseende och läte
Madagaskargräsfågeln är en medelstår gråbrun fågel med märkligt trådformade stjärtpennor. Både på ryggen och undersidan syns svag streckning. Sången består av en studsande drill som ofta avges av paret i duett.

## Utbredning och systematik
Madagaskargräsfågeln förekommer i fuktiga grässumpmarker på östra Madagaskar. Den behandlas som monotypisk, det vill säga att den inte delas in i några underarter.

### Släktestillhörighet
Madagaskargräsfågeln placerades tidigare som ensam art i släktet Amphilais. DNA-studier från 2018 visar dock att arten är inbäddad i det afrikanska släktet Bradypterus. Notera att den asiatiska gräsfågelarten benguetsmygsångare (Locustella seebohmi) tidigare placerades i Bradypterus och hade då samma vetenskapliga artnamn som madagaskargräsfågeln har idag.

### Familjetillhörighet
Gräsfåglarna behandlades tidigare som en del av den stora familjen sångare (Sylviidae). Genetiska studier har dock visat att sångarna inte är varandras närmaste släktingar. Istället är de en del av en klad som även omfattar timalior, lärkor, bulbyler, stjärtmesar och svalor. Idag delas därför Sylviidae upp i ett flertal familjer, däribland Locustellidae.

## Levnadssätt
Madagaskargräsfågeln hittas i sävrika våtmarker och i och intill regnskog på medelhög till hög höjd. Den är mycket tillbakadragen men kan kort ses i det öppna när den sjunger.

## Status
Arten har ett stort utbredningsområde och beståndet anses stabilt. Internationella naturvårdsunionen IUCN listar den därför som livskraftig (LC).

## Namn
Fågelns vetenskapliga art namn är en hyllning till den brittiske affärsmannen, ornitologen och oologen Henry Seebohm (1832-1895).